# SITA
SITA（国際航空情報通信機構, 仏: Société internationale de télécommunications aéronautiques）は、世界中の航空輸送業界に、ITや通信サービス等を提供する多国籍情報技術企業。本社所在地はスイス・ジュネーヴ。

## 概要
航空データ通信のための専用パケット通信網「TypeB」の運用方式および技術基準を確立し、世界中の国家と地域の空港、管制機関および航空会社を結び、航空機の運航上必要不可欠なデータ通信技術を通じて、空の安全および定時性の確保に寄与している非営利団体。フランス語: Société Internationale de Télécommunications Aéronautiques）の頭文字を採って一般的に社名としてSITAと呼ばれ、2レターコードはXS。225 ヶ国、900 ヶ所以上の国と地域を結ぶ国際航空業務情報ネットワークを運営し、600 以上の航空関連企業の業務用アプリケーションを支援している。.aero（ドット エアロ）といったスポンサードトップレベルドメイン（sTLD）の一つを運営。日本では「シータ」とも呼ばれる。日本に進出の際「国際航空通信共同体」（その後に「国際航空情報通信機構」に改称）という日本語の社名を便宜上使用していたが、現在はSITA Information Networking Computing B.V.（シータ・インフォメーション・ネットワーキング・コンピューティング・ビーヴィ）。組織としての本部はスイスのジュネーヴに存在する。アジア・パシフィック地域の地域本部はシンガポールに位置する。2016年における従業員数は4709名。日本は19名。

## 不祥事
2021年3月4日、サイバー攻撃によりSITA旅客サービスシステム（米国）のサーバーに保存された一部の個人情報が流出したことを発表した。これにより日本の航空会社では、JALやANAのマイレージ会員の、一部個人情報が流出した。